# Marquesado del Valle de la Reina
El marquesado del Valle de la Reina es un título nobiliario español creado por el rey Felipe V el 13 de abril de 1711 a favor de Gonzalo Francisco Tamariz de las Roelas y Nestares, regidor y alcalde del Real Alcázar de Carmona. Le fue concedido en virtud de los servicios prestados a la Corona durante la Guerra de Sucesión. Su nombre se refiere al Valle del Río Yuso, que atraviesa la comarca leonesa de Tierra de la Reina, integrada administrativamente en la actualidad en el municipio de Boca de Huérgano. Tras el matrimonio entre José de León y Manjón y María Justa Arias de Saavedra y Pérez de Vargas se le unirían los títulos de marquesado de Moscoso y condado de Gómara.
La actual titular es Eva María de León-Arias de Saavedra y Garrido, que heredó el título en 2006 tras la muerte de su padre, Pedro de León y Santigosa.

## Bibliografía

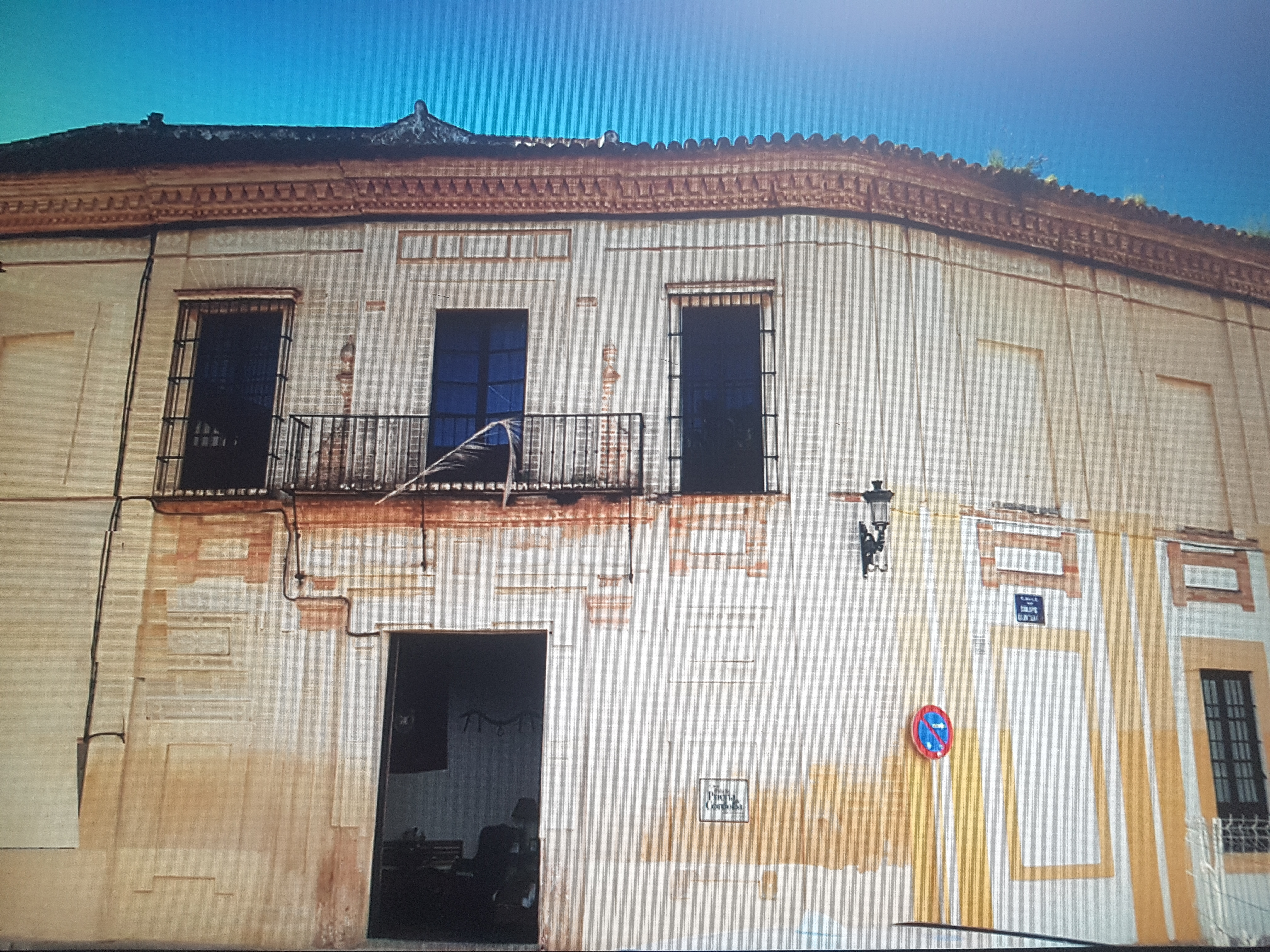
Palacio del Marques del Valle de la Reina, Gonzalo Tamariz en Carmona. Siglo XVIII

## Señores del Valle de la Reina
- Gonzalo de Andino Tamariz de Bordas, I señor del Valle de la Reina,  procurador mayor de Carmona en 1666.

Casó con Maria de Vivero y Galindo, hija de Francisco de Vivero y Galindo Torralba, gobernador de la Armada de Barlovento, gobernador de Cumaná y miembro fundador de la Real Maestranza de Caballería de Sevilla. Les sucedió su hijo:
- Gonzalo Tamariz de Bordas y Vivero, II señor del Valle de la Reina, teniente de los Reales Alcázares de Carmona.

Casó con Maria Andrés de Nestares, hija de José Andrés de Nestares, caballero veinticuatro, teniente de abastecimiento de los Galeones de Indias. Les sucedió su hijo Gonzalo Francisco Tamariz, I marqués del Valle de la Reina.

## Marqueses del Valle de la Reina

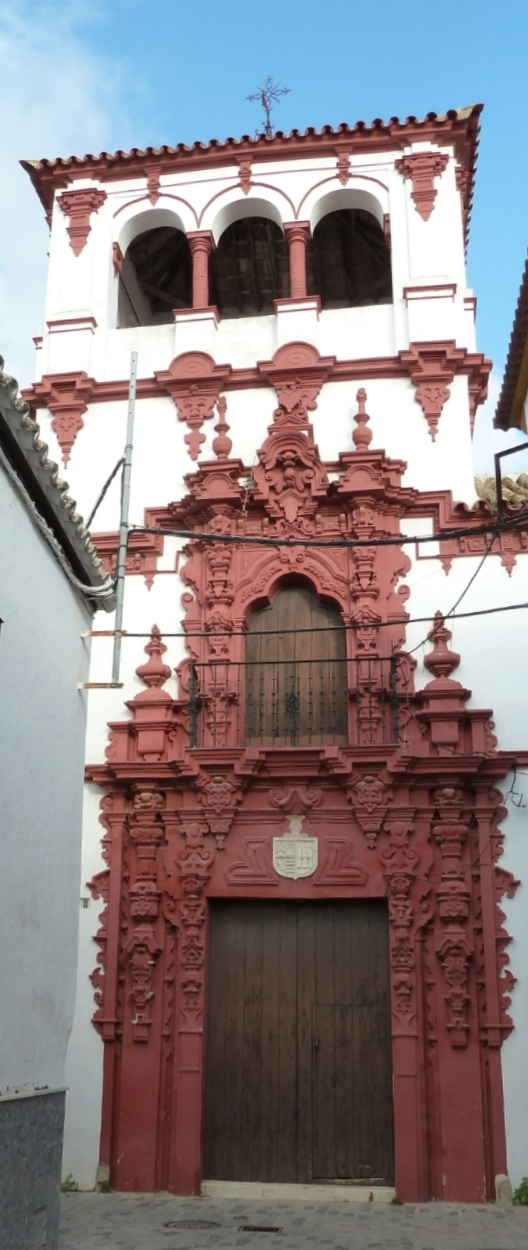
Casa Palacio de la familia de León Orbaneja. Fuentes de Andalucía. Sevilla.. Portada y Torre del arquitecto Alonso Ruíz Florindo

|                                         | Titular                                                                  | Periodo               |
| Creación por Felipe V                   | Creación por Felipe V                                                    | Creación por Felipe V |
| --------------------------------------- | ------------------------------------------------------------------------ | --------------------- |
| I                                       | Gonzalo Francisco Tamariz de Bordas y Roelas, Nestares, Vivero y Galindo | 1711- ?               |
| II                                      | Gonzalo Tamariz y Echevarría                                             | ? - ?                 |
| III                                     | Juan Tamariz y Montoya                                                   | ?-?                   |
| IV                                      | Gonzalo Tamariz y Villalba                                               | ?- ?                  |
| Rehabilitación por Alfonso XIII en 1888 |                                                                          |                       |
| V                                       | María Eduarda Manjón y Mergelina                                         | 1888-1909             |
| VI                                      | Pedro de León y Manjón                                                   | 1909-1913             |
| VII                                     | José María de León y Manjón                                              | 1914-1942             |
| VIII                                    | Rafael de León Arias de Saavedra                                         | 1943-1982             |
| IX                                      | Pedro María de León y Santigosa                                          | 1987-2006             |
| X                                       | Eva María de León-Arias de Saavedra y Garrido                            | 2006-                 |

## Historia de los marqueses del Valle de la Reina

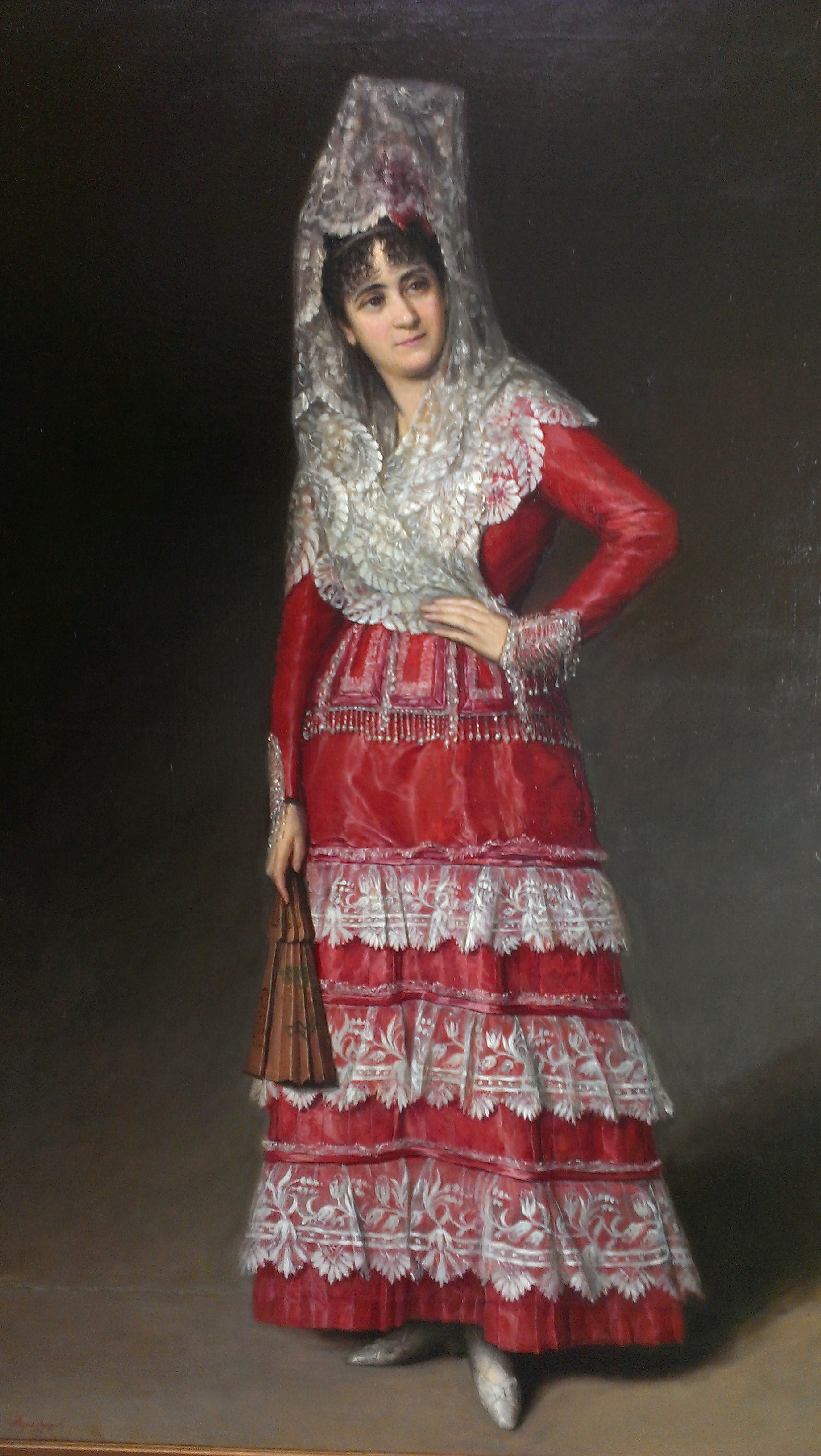
Maria Eduarda Manjón y Mergelina, V marquesa, 1876; Rafael Enríquez Villanueva (1850-1927). Colección de la M. del Valle de la Reina

- Gonzalo Francisco Tamariz de Bordas y Roelas, Nestares, Vivero y Galindo,  I marqués del Valle de la Reina, teniente de Alcaide de los Reales Alcázares de Carmona, caballero capitular y regidor primero de Carmona y señor del mayorazgo del Valle de la Reina. Sirvió como capitán de Infantería del Tercio de la Armada y durante la Guerra de Sucesión organizó y estuvo al mando de una de las Compañías del Regimiento de Milicias de Carmona. Fue gran benefactor y patrono del Convento de San José de Carmelitas Descalzas de la misma ciudad.

Se casó con Justa Rufina de Echevarría y Valderrama, hija del capitán Domingo de Echevarría y Valderrama, caballero 24 de Sevilla, y de Teresa Verdugo Valderrama, hija de Luis Verdugo Guardiola, I conde de la Moraleda. Les sucedió su hijo:
- Gonzalo Tamariz y Echevarría,  II marqués del Valle de la Reina,[3] nacido en Carmona.

Contrajo matrimonio con Isabel de Montoya y Rangel, hija de Francisco de Montoya y Ocampo, caballero de la Orden de Santiago y hermana de Francisco de Montoya y Rangel, I conde de Villahermosa del Pinar. Les sucedió su hijo:

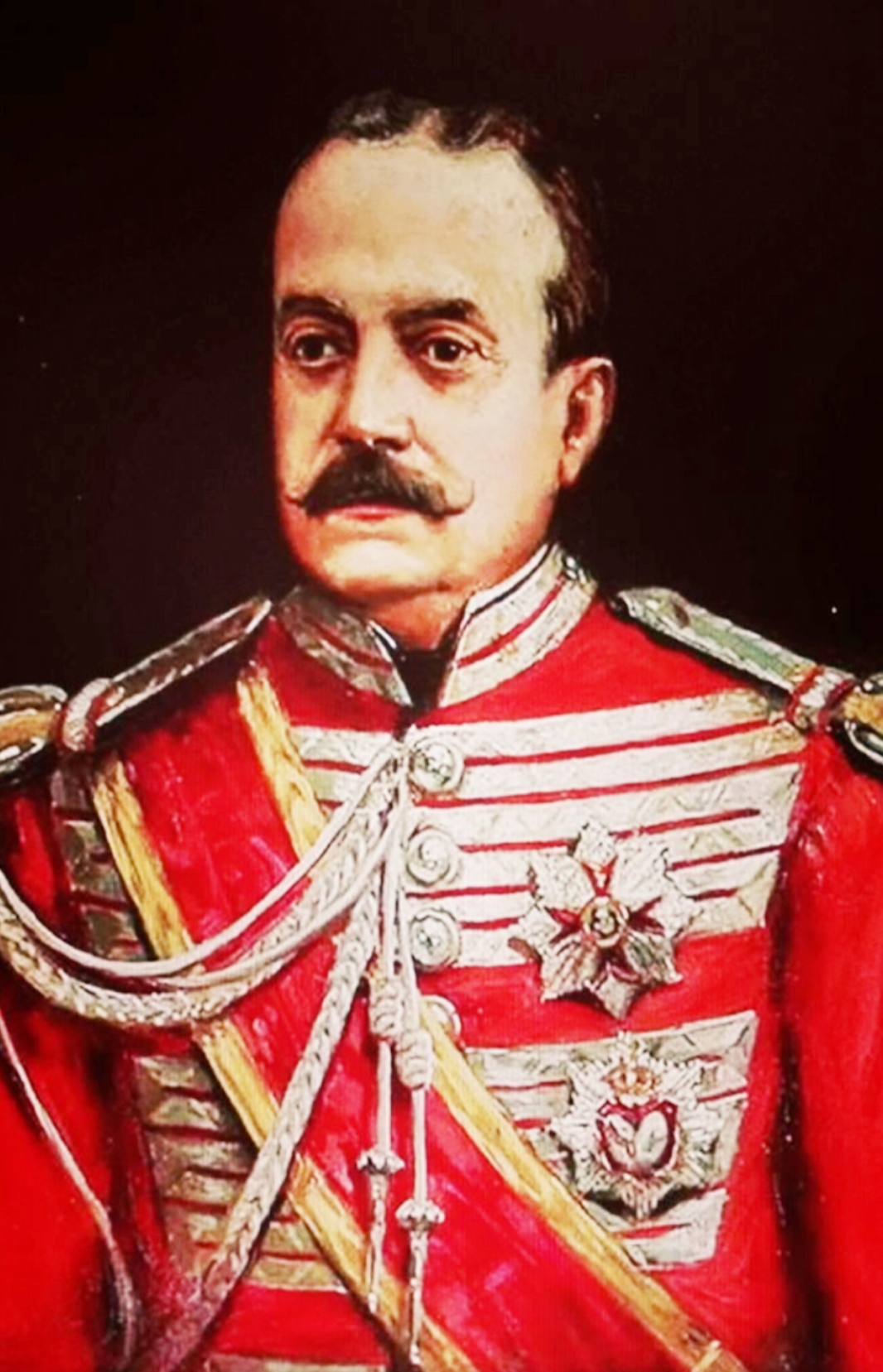
José María de León y Manjón. VII marqués José Moya del Pino. (1891-1969). Colección de la M. del Valle de la Reina.

- Juan Tamariz y Montoya, III marqués del Valle de la Reina, nacido en Alconchel, Badajoz,[3] fue caballero de la Real Maestranza de Caballería de Sevilla en 1772.

Se casó con Manuela de Villalba e Insauste, hija de Baltasar de Villalba y Mendoza (n, Orán, 13 de diciembre de 1737) alférez del regimiento de caballería de Alcántara, y de Rosaía Insauste y nieta de Juan de Villalba Angulo Ponce de León. Les sucedió su hijo:
- Gonzalo Maria Tamariz y Villalba (n. Carmona, 1763), IV marqués del Valle de la Reina y caballero guardiamarina.[3]

Se casó en Carmona en 1788 con  Maria Belén Rueda y Rueda.
Fue su hijo Pedro Tamariz y Rueda (Carmona, 1790-ibíd., 30 de septiembre de 1855), alcalde primero constitucional de Carmona en 1839, senador del Reino en 1843 y diputado a Cortes en 1852, por Sevilla en la Cortes Constituyentes en 1854 y 1855, capitán del batallón de Milicia Nacional y segundo comandante de escuadrón que se enfrentó durante la Primera Guerra Carlista a la expedición de 1836 comandada por el mariscal Gómez. Contrajo matrimonio con María Justiniani y Vasallo (Madrid, 1801-Carmona, 18 de febrero de 1888), hija de Julián Justiniani y Pereda (Madrid, 1764-ibíd. 1812) —hijo de Juan Cristóbal María Justiniani y Ramírez de Arellano, III marqués de Peñaflorida y de Ana María de Pereda y Boulet—, y de Rita Vasallo y Ruiz (Madrid, ibíd. 7 de marzo de 1856). Fallecería en 1855 sin descendencia y sin alcanzar a suceder. El título fue rehabilitado en 1888 por la siguiente titular.
- María Eduarda Manjón y Mergelina (Sanlúcar de Barrameda 1847-27 de febrero de 1909), V marquesa del Valle de la Reina,[4] hija del Senador Vitalicio Pedro Manjón y Fernández de Valdespino, Caballero de la Orden de Calatrava; así mismo era hermana de María de Regla Manjón y Mergelina VI condesa de Lebrija y de Juan Pedro Manjón y Mergelina IV marqués de Méritos).

Se casó en Sanlúcar de Barrameda el 25 de agosto de 1875 con José María de León y Contreras (Fuentes de Andalucía, 28 de agosto de 1842-Sevilla 1885), primer teniente de Artillería y caballero Maestrante de Sevilla, Gran Cruz del Mérito Militar con Distintivo Rojo, hijo de Andrés de León Orbaneja y Villalón, cofundador del Real Círculo de Labradores de Sevilla, nieto del IV vizconde de Begijar, sobrino del IX marqués de Pilares;  del V conde de Miraflores de los Ángeles, y del I marqués de Casa León.   Les sucedió su hijo:

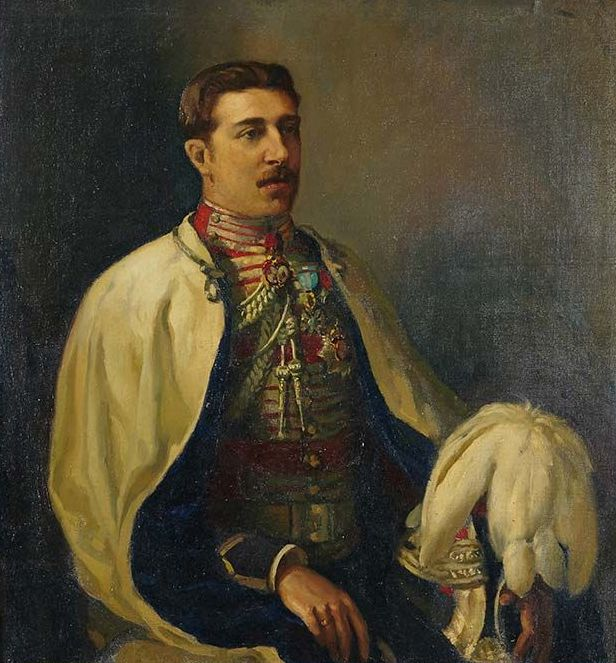
José María de León y Contreras. H. 1870. Atrib. José María Rodríguez de Losada (1826-1896) Colección de la M. del Valle de la Reina

- Pedro de León y Manjón (m. Sanlúcar de Barrameda, 14 de septiembre de 1913), VI marqués del Valle de la Reina,[4][5] caballero Maestrante de Sevilla y secretario de esta Real Maestranza, Genhilhombre de Cámara de S. M. con ejercicio; diputado a Cortes, miembro de la Real Academia de la Historia.

Se casó con María del Rosario Mencos y San Juan, hija del VII conde del Fresno de la Fuente y de la VIII marquesa de las Cuevas del Becerro, VII marquesa de Villaverde de san Isidro y II vizcondesa de Benaoján. Sin descendientes, le sucedió su hermano:
- José María de León y Manjón, VII marqués del Valle de la Reina, caballero Maestrante de Sevilla, hermano de Antonio de León y Manjón, VII Conde de Lebrija; de Maria de las Mercedes de León y Manjón IX marquesa de Mirabal y tío de Eduardo de León y Manjón,  VI marqués de Méritos, VIII conde de Lebrija y II marqués de Blegua).

Se casó en Sevilla en la Parroquia de la Magdalena con María Justa Arias de Saavedra y Pérez de Vargas, VIII condesa de Gómara, VI marquesa del Moscoso, hija de Rafael Arias de Saavedra y Cárdenas, VII conde de Gómara y VI marqués de Grañina —hijo del XV Conde de Castellar— y de Ana María Pérez de Vargas y Cañavate, hija del IV marqués del Contadero. Les sucedió, en 1943, su hijo:
- Rafael de León y Arias de Saavedra (Sevilla, 6 de febrero de 1908-Madrid, 9 de diciembre de 1982), VIII marqués del Valle de la Reina,[4][6] IX conde de Gómara, hermano de Antonio de León y Arias de Saavedra, X marqués del Moscoso y de Federico de León y Arias de Saavedra, IX marqués de Alcantara del Cuervo. Poeta de la generación del 27. Sin descendencia le sucedió su sobrino:

- Pedro de León y Santigosa, IX marqués del Valle de la Reina,[7] X conde de Gómara y VIII conde de la Quintería.

Se casó con Juana María Garrido Bejarano. Le sucedió su hija:
- Eva María de León-Arias de Saavedra y Garrido, X marquesa del Valle de la Reina, hermana de Pedro de León, XI Conde de Gómara y IX Conde de la Quintería.[8][9]